# Kepulauan Batu
Kepulauan Batu är öar i Indonesien. De ligger i provinsen Sumatera Utara, i den västra delen av landet, 1 200 km nordväst om huvudstaden Jakarta.